# Guerra d'Eslovènia
La Guerra d'Eslovènia, també anomenada Guerra dels deu dies (en eslovè: Slovenska osamosvojitvena vojna, "Guerra d'Independència d'Eslovènia" o desetdnevna vojna "Guerra dels deu dies"), va ser un conflicte militar breu entre Eslovènia i Iugoslàvia en 1991 després de la declaració d'independència eslovena.

## Antecedents
Després de la mort del president iugoslau Josip Broz Tito, el 1980, varen aflorar les tensions ètniques, religioses i econòmiques existents.
El 1989 Slobodan Milošević, des de 1986 President del Comitè Central de la Lliga dels Comunistes de Sèrbia es convertia en president de Sèrbia, la més gran i més poblada de les sis repúbliques iugoslaves. L'abril 1990, Eslovènia celebrava les seves primeres eleccions multipartit democràtiques, guanyades per la Coalició DEMOS.

### Preparatius per la guerra
El 23 de desembre de 1990, Eslovènia feia un referèndum sobre independència que obtingué amb un 95% del vot (amb el 93,2% de participació). El govern eslovè era ben conscient que el govern federal de Belgrad podria utilitzar la força militar contra els moviments independentistes eslovens. Immediatament després de les eleccions eslovenes, l'Exèrcit Popular Iugoslau (JNA) anuncià que una nova doctrina de defensa s'aplicaria a tot el país. La doctrina de l'era Tito de "Defensa general del poble", en la qual cada república mantenia una força de defensa territorial (teritorialna obramba o TO), seria d'ara endavant reemplaçada per un sistema de defensa dirigit centralment. Les repúbliques perdrien el seu paper en matèria de defensa i els seus TOs es desarmarien i se subordinarien a l'oficina central de la JNA a Belgrad.
El govern eslovè es resistia a aquests moviments, assegurant-se que la majoria dels equipaments de les TO eslovenes quedaven fora de les mans del JNA. També declarava en una esmena constitucional aprovada el 28 de setembre de 1990 que les TOs restaven sota el comandament únic del govern eslovè. Alhora, el govern eslovè posava creava una estructura de comandament alternatiu secret, conegut com les Estructures de Maniobra de Protecció Nacional (Manevrska struktura narodne zasite, o MSNZ). Aquesta era una institució existent però antiquada, que només existia a Eslovènia, i que estava pensada per permetre a la república formar una estructura de defensa ad hoc, semblant a una defensa civil. Era d'una importància insignificant abans de 1990, amb armes antiquades i pocs membres. Tanmateix, el govern encapçalat per la DEMOS s'adonà que el MSNZ es podria adaptar per proporcionar una organització paral·lela a les TOs i que estaria totalment en mans del govern eslovè.
Quan l'exèrcit iugoslau intentà prendre el control de les TOs eslovenes, les estructures de comandament varen ser, simplement, reemplaçades pel MSNZ. Entre maig i octubre de 1990, uns 21,000 membres de les TOs i de policia es mobilitzaven secretament cap a l'estructura de comandament de MSNZ, sent-ne el govern federal completament inconscient. El govern eslovè també emprenia una planificació detallada d'una campanya militar contra el JNA, amb la creació d'un pla operacional i tàctic abans de novembre de 1990 –més de set mesos abans que el conflicte comencés–.
Els eslovens eren conscients que no podrien resistir el JNA per molt temps. Amb el ministre de defensa Janez Janša, adoptarn una estratègia basada en un enfocament de guerra asimètrica. Les unitats TOs portarien a terme una campanya de guerrilles, utilitzant armes antitanc i míssils antiaeris per parar una emboscada a les unitats del JNA. Les columnes de tancs es podrien atrapar destruint els vehicles de capçalera i cua de la columna en un terreny favorable –per exemple, en una carretera forestal estreta on és limitat l'espai per a la maniobra–, permetent que la resta fos neutralitzada més fàcilment. Per a la preparació d'aquestes accions, el govern eslovè comprava furtivament sistemes de míssils lleugers a proveïdors estrangers, especialment el míssil antiaeri SA-7 Greal (Strela) i el sistema antitanc de disseny alemany Armbrust. Les tàctiques d'atac llampec i de distracció eren les preferides, però calia evitar un enfrontament directe, ja que la potència superior del JNA hauria estat molt difícil de vèncer.
Al front diplomàtic, ni la Unió Europea ni els Estats Units estaven disposats a reconèixer la independència eslovena i defensaven durament la continuïtat d'una Iugoslàvia unificada. El govern eslovè buscava ajuda internacional negociant una desintegració pacífica de Iugoslàvia però era refusat pels països occidentals que deien que preferien tractar amb una federació única més que amb nombrosos estats petits. Tanmateix, els eslovens afirmaven que no tenien cap elecció pressionant per la independència, donada la manca percebuda de compromís amb els valors democràtics per part de les autoritats de Belgrad.

## Conflicte
Vegeu També: Guerra dels Balcans

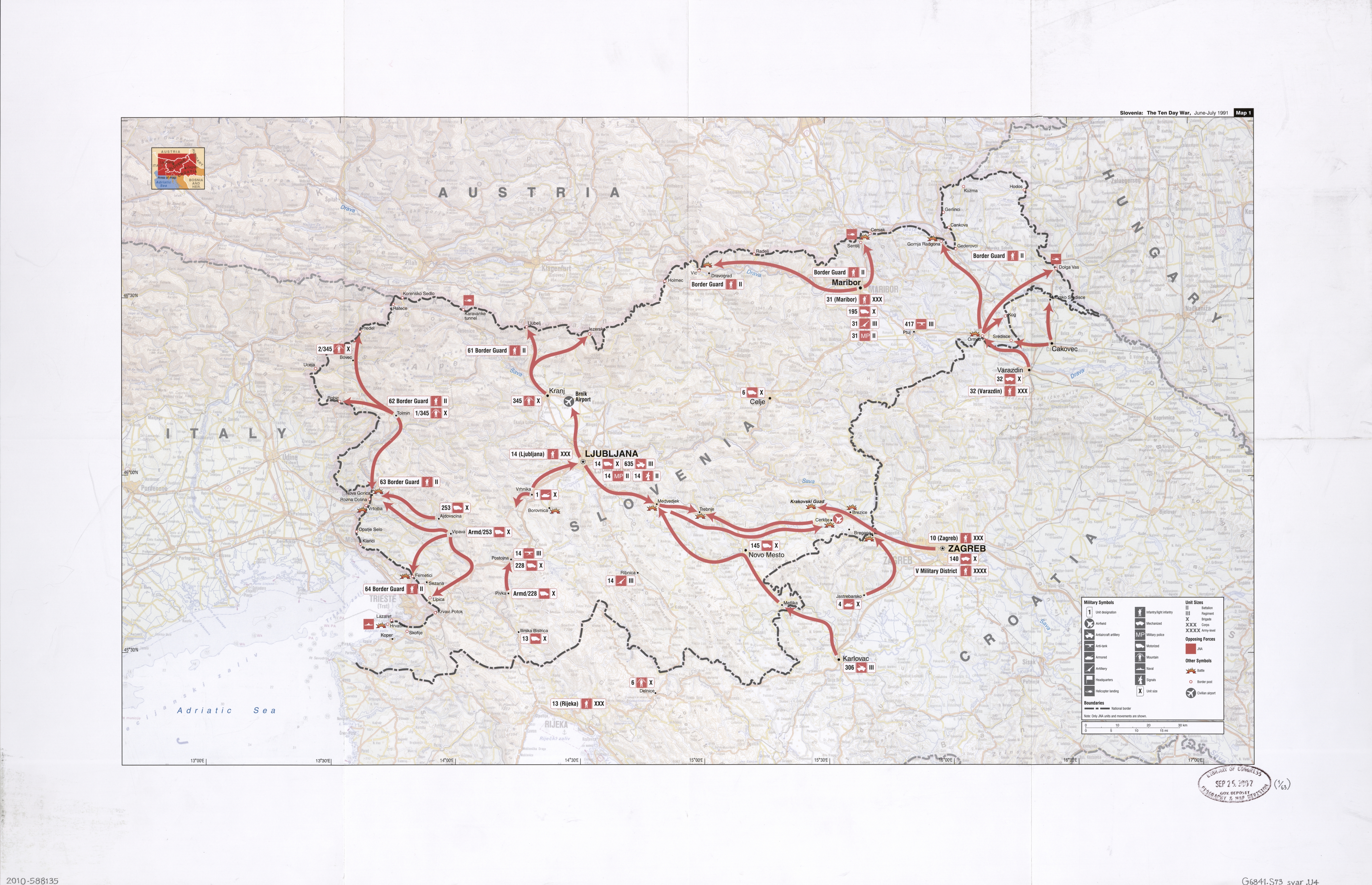
Mapa d'operacions del JNA a la Guerra dels deu dies

Eslovènia inesperadament declarà la independència el 25 de juny de 1991, encara que havia anunciat prèviament que ho faria el 26 de juny. Aquest "avenç" en la data d'independència era un element crític del pla eslovè per tenir un primer avantatge en el conflicte esperat. El govern eslovè en ple esperava que els militars iugoslaus responguessin amb força el dia de la declaració d'independència o en breu després. Avançant secretament la data en 24 hores, els eslovens desorientaren el govern iugoslau, que havia posat el 26 de juny com la data per als seus moviments.
Encara que per l'exèrcit iugoslau era inflexiblement oposat a la independència eslovena, estava dividit sobre què fer. El cap de personal del JNA, coronel-general Blagoje Adžić, defensava una operació militar a gran escala per treure el govern eslovè i per portar "forces sanes" per alimentar en la república. El seu superior polític, el Ministre de Defensa Iugoslau coronel-general Veljko Kadijević, insistia en una aproximació més cautelosa, essencialment una demostració de força que convenceria el govern eslovè de tirar enrere la seva declaració d'independència. Després d'un breu debat, Kadijević va convèncer amb la seva proposta.
És confús quants membres civils del govern iugoslau estaven implicats en la decisió de recórrer a la força a Eslovènia. Ante Marković, el President de la Junta de Govern Federal (equivalent a primer ministre) va declarar que el govern federal no havia estat informat de les accions de l'Exèrcit.

### 26 de juny de 1991
El matí de 26 de juny, les unitats del 13è. Cos de l'Exèrcit Iugoslau marxaven de les seves casernes a Rijeka, Croàcia, movent-se cap a la frontera eslovena amb Itàlia. El moviment immediatament conduí a una reacció dura dels eslovens locals, que organitzaren barricades espontànies i manifestacions en contra de les accions del JNA. No hi havia hagut, fins ara, cap lluita, i els dos costats semblaven tenir una política no oficial de no ser el primer per obrir foc.
En aquell moment, el govern eslovè ja havia posat en acció el seu pla d'agafar el control dels punts fronterers de la república i l'aeroport internacional a Brnik. El personal encarregat dels punts fronterers eren, en la majoria dels casos, eslovens, així, l'adquisició pels eslovens simplement equivalia a canviar d'uniformes i insígnies, sense cap enfrontament. Això s'emprenia, en paraules de Janez Jansa, per "establir la nostra sobirania en el triangle clau, el control de frontera-duana-aire".
Els passos per la frontera eren una font essencial d'ingressos. Les taxes de duana des dels passos italians i austríacs representaven un 40% del pressupost federal de Iugoslàvia. A més a més, per tenir control de les fronteres, els eslovens establiren posicions defensives en contra d'un possible atac de JNA. Això significava que el JNA hauria de disparar els primers trets, que permetrien als eslovens retratar als militars iugoslaus com a agressors.

### 27 de juny de 1991
Els moviments de tropa de JNA tenien lloc en les primeres hores del 27 de juny. Una unitat del 306è. Regiment Antiaèri del JNA, amb base a Karlovac, Croàcia, creuava la frontera eslovena a Metlika. Unes quantes hores més tard, una columna de tancs i transport de personal blindat de la 1a. Brigada Blindada del JNA marxava de les seves casernes a Vrhnika, prop de la capital eslovena, Ljubljana, dirigint-se a l'aeroport de Brnik. Arribaven unes quantes hores més tard i prenien control de les instal·lacions. A l'est, les unitats de JNA marxaven de Maribor dirigint-se pel pas fronterer pròxim a Šentilj i la veïna ciutat de Dravograd. Les forces aèries iugoslaves deixaven caure propaganda dissuasiva sobre diverses parts d'Eslovènia que portaven missatges una mica contradictoris: "Us convidem a la pau i cooperació!" i "Tota la resistència s'aixafarà".
En les primeres hores del 27 de juny, el lideratge eslovè va estar al cas dels moviments del JNA. El lideratge militar del Cinquè Districte Militar, que incloïa Eslovènia, estava en contacte telefònic amb el president eslovè Milan Kučan, dient-li que la missió de les tropes es limitava a prendre els passos fronterers i l'aeroport. Es va convocar precipitadament una reunió de la presidència eslovena en la qual Kučan i la resta dels membres decideixen la resistència armada.
El govern eslovè havia rebut avisos de què el JNA utilitzaria helicòpters per transportar forces especials a localitzacions estratègiques. El govern emet un avís als Militars del 5è. Comandament de la JNA del districte de Zagreb que si es continuaven utilitzant helicòpters, serien abatuts. L'avís era desatès pel lideratge de JNA, que encara creia que els eslovens es farien enrere abans que lluitar. Això fou, tanmateix, un mal càlcul desastrós. A la tarda de 27 de juny, els TOs eslovens dispararen contra dos helicòpters del JNA abatent-los sobre Ljubljana i matant-ne els ocupants (un dels quals, irònicament, era un pilot eslovè).
Els TOs també prenien posicions al voltant de casernes de JNA a diverses localitats, assetjant-los eficaçment, i llançant una sèrie d'atacs contra forces del JNA per tot Eslovènia. A Brnik, una unitat TO atacava les tropes de JNA que custodiaven l'aeroport, i a Trzin hi hagué un tiroteig amb quatre soldats de JNA i un soldat eslovè morts i la rendició de la unitat de JNA. Els atacs també eren llançats per unitats eslovenes a columnes de tancs de JNA a Pesnica, Ormož i Koseze, prop de Ilirska Bistrica. Una columna de tancs de la 32a. Brigada Mecanitzada del JNA, avançant des de Varaždin a Croàcia, era bloquejada a Ormož prop de la frontera eslovena i es va veure incapaç de travessar la barrera eslovena.
Malgrat la confusió i les lluites, el JNA acomplia els objectius de la seva missió militar. Abans de mitjanit del 27 de juny, havia capturat tot els passos al llarg de la frontera italiana, excepte tres passos a la frontera austríaca i uns quants dels punts de pas nous establerts al llarg de la frontera eslovena amb Croàcia. No obstant això, moltes de les seves unitats quedaven bloquejades en posicions vulnerables al llarg d'Eslovènia.

### 28 de juny de 1991
Durant la nit del 27-28 de juny les forces de la defensa territorial eslovena van rebre l'ordre de desencadenar una ofensiva general contra el JNA. Les ordres del ministre eslovè de defensa van ser les següents:
En tots els llocs de la República d'Eslovènia on les forces armades tinguin avantatge tàctic seran dutes a terme accions ofensives contra unitats i instal·lacions de l'enemic. L'enemic serà comminat a retre's, de la manera més oportuna seran adoptades les mesures necessàries per facilitar la rendició, fent ús de tot l'armament disponible. Durant les operacions, es disposarà el necessari per a la protecció i evacuació de la població civil.
Al llarg de tota la jornada es van succeir els combats. La columna de tancs que havia estat atacada el dia anterior a Pesnica va ser bloquejada mitjançant barricades espontànies dels eslovens compostes per camions a Strihovec, uns quants quilòmetres al sud de la frontera amb Àustria, i va ser atacada per unitats de la policia i TOs eslovenes. Sengles atacs aeris organitzats per donar suport a la columna iugoslava emboscada a Strihovec acabaven amb la vida de quatre camioners. A Medvedjek, Eslovènia central, una altra unitat de tancs del JNA va ser bloquejada per barricades de camions, i la resposta aèria va matar altres camioners. Es van desencadenar forts combats també a la ciutat fronterera de Nova Gorica, a escassos metres de la ciutat italiana de Gorizia, on forces especials eslovenes van destruir tres tancs T-55 del JNA i van capturar uns altres tres, caient quatre soldats del JNA i retent-se prop de 100.
Altres passos fronterers que havien estat represos pel JNA, com el d'Holmec, van caure durant el dia a mans eslovenes. A Holmec l'intercanvi de foc posà fi a la vida de dos combatents de la TO eslovena i tres iugoslaus, així com amb la rendició de la resta de la unitat del JNA, 91 soldats. L'aquarterament del JNA a Bukovje, a prop de Dravograd, va ser assaltat per les forces eslovenes, mentre el dipòsit d'armes de Borovnica queia al seu torn a mans eslovenes, augmentant significativament el subministrament d'armes per a la seva defensa territorial.
La força aèria iugoslava va actuar al llarg de tot el territori eslovè al llarg del dia, però es va deixar veure especialment en els combats entorn de l'aeroport internacional de Brnik, on els atacs mataven dos periodistes austríacs i ferien de gravetat quatre pilots d'Adria Airways. Així mateix, s'atacava des de l'aire la caserna general eslovena a Kočevska Reka i es llançaven altres atacs menors contra repetidors de ràdio i televisió a Krim, Kum, Nanos i Trdinov vrh, tractant de silenciar la veu del govern eslovè.
En finalitzar aquesta jornada de combats, l'exèrcit federal mantenia la majoria de posicions represes anteriorment, però havia començat a perdre terreny ràpidament. Estava començant també a tenir problemes amb les desercions massives dels eslovens adscrits al JNA, que senzillament abandonaven les files o es passaven a l'enemic. En aquest punt, tant les tropes al terreny com el comandament central de Belgrad semblava vacil·lar, sense encertar quin havia de ser el següent pas.

### 29 de juny de 1991
El despuntar dels combats intensifica al seu torn la recerca d'una sortida diplomàtica impulsada per la Unió Europea; no en va, els combats s'havien produït especialment en zones frontereres amb Àustria i Itàlia, com en Nova Gorica, ciutat eslovena que literalment forma un continu urbà amb la ciutat italiana de Gorizia. En aquest punt, una troica de ministres d'assumptes exteriors de la Comissió Europea es reuneix amb representants iugoslaus i eslovens a Zagreb durant la nit del 28 al 29 de juliol, acordant un alto el foc que no arribarà a respectar-se.
Durant el matí del dia 29 s'encadenen una sèrie de victòries militars per al bàndol eslovè: les tropes iugoslaves a l'aeroport internacional de Brnik es rendeixen a les forces eslovenes, que havien penetrat a les instal·lacions al llarg de la nit; al nord, diversos tancs del JNA són capturats a Stihovec i immediatament reconvertits en una companyia cuirassada de la TO eslovena; forces especials iugoslaves, tractant de desembarcar als voltants de Hrvatini, són rebutjades pels eslovens emboscats; al punt, el JNA perd els passos fronterers de Vrtojba i Šentilj, i com ve succeint al llarg de la jornada, el seu arsenal capturat no serveix per a cap altra cosa per potenciar les forces armades eslovenes.
L'exèrcit iugoslau envia un ultimàtum a les autoritats eslovenes perquè cessin el foc a les nou hores del dia 30, ultimàtum que l'assemblea eslovena rebutja, cridant a una solució dialogada que no obviï la demanda independentista..

### 30 de juny de 1991
Diverses escaramusses se succeeixen al llarg d'aquest últim dia de juny de 1991: Les forces eslovenes capturen l'estratègic túnel de Karavanke, que travessa els Alps en direcció a Àustria; nou tancs iugoslaus són capturats a Nova Gorica, així com tota la guarnició del JNA a Dravograd: ni més ni menys que 16 oficials i 400 soldats. La rendició d'aquestes i altres guarnicions, com les de Tolmin i Bovec, permet que tot l'equip militar capturat sigui ràpidament redistribuït entre les forces eslovenes.

### 1 de juliol de 1991
Tenen lloc més escaramusses amb forces eslovenes que capturen una instal·lació del JNA a Nova Vas, al sud de Ljubljana. El polvorí de municions del JNA a Črni Vrh s'incendia i queda destruït en una explosió massiva, fent malbé bona part de la ciutat. Tanmateix, els eslovens capturen magatzems a Pečovnik, Bukovžlak i Zaloška Gorica, apressant uns 70 camions de munició i explosius.
La columna del 306è. regiment d'artilleria de defensa lleugera de l'aire del JNA es retirà de la seva posició a Medvedjek i es dirigí al bosc de Krakovski (Krakovski gozd) prop de la frontera croata. Cau en un bloqueig prop de la ciutat de Krško i és rodejat per les forces eslovenes, però es negava a rendir-se, probablement esperant ajuda.
Mentrestant, el comandament del JNA buscava permís per canviar el ritme de les seves operacions. El Ministre de Defensa Veljko Kadijević informava al gabinet iugoslau que el primer pla del JNA –una operació limitada per assegurar els passos fronterers d'Eslovènia– havia fracassat, i que era el moment de posar en marxa el pla alternatiu, una invasió a gran escala i imposició del règim militar a Eslovènia. Però, el gabinet –encapçalat en aquell moment pel serbi Borislav Jović– rebutja autoritzar tal operació. El cap de personal del JNA, General Blagoje Adzić, estava furiós i públicament denunciava "els òrgans federals [que] contínuament ens dificulten demanant negociacions, mentre ells [els eslovens] ens estan atacant amb tot els mitjans".

### 2 de juliol de 1991
La lluites més fortes de la guerra varen tenir lloc durant el 2 de juliol, que va ser un dia de desastres per al JNA. La columna de tancs del JNA al bosc Krakovski era atacada de forma sostinguda per unitats TOs, forçant-lo a rendir-se. Unitats del Quart Cos Blindat del JNA intentaven arribar des de Jastrebarsko a Croàcia però eren batuts prop de la ciutat fronterera de Bregana. Les TOs eslovenes organitzaren exitosos atacs contra els passos de frontera a Šentilj, Gornja Radgona, Fernetiči i Gorjansko, capturant-los i prenent un cert nombre de tropes del JNA. Una llarga negociació entre el JNA i forces TOs té lloc durant la tarda i el vespre a Dravograd, i unes quantes instal·lacions del JNA al llarg del país passen a les forces eslovenes.
A les nou del vespre, la Presidència eslovena anunciava un alto el foc unilateral. Tanmateix, era rebutjat pel comandament del JNA, que prometia "prendre control" i aixafar la resistència eslovena.

### 3 de juliol de 1991
Un gran comboi blindat del JNA marxà des de Belgrad el matí del 3 de juliol, aparentment, en direcció a Eslovènia. Mai no arribaria; segons l'oficial comptable, va ser a causa de les avaries mecàniques. No obstant això, els observadors han suggerit que la raó real per a aquest moviment de tropes era posicionar el JNA pel seu atac imminent a la regió croata oriental d'Eslavònia.
Les lluites continuen a Eslovènia, amb una força de relleu del JNA que es dirigeix per al pas fronterer de Gornja Radgona aturant-se a prop de Radenci. Les forces del JNA al pas fronterer de Kog, també són atacades per unitats TOs. Al vespre, el JNA acceptava un alto el foc i una retirada a les casernes.

### 4-6 de juliol de 1991
Amb un alto el foc ara en vigor, els dos bàndols es retiren. Les forces eslovenes prenien control de tots els passos fronterers del país, i a les unitats del JNA se'ls permetia retirar-se pacíficament a les casernes i travessar la frontera cap a Croàcia.

### 7 de juliol de 1991 i posteriors
La Guerra dels Deu Dies era formalment acabada amb l'acord de Brioni, signat a les croates Illes Brioni, prop de Pula. Els termes eren clarament favorables a Eslovènia; s'acceptava una moratòria de tres mesos sobre la independència eslovena –que en termes pràctics tenia poc impacte real– i la policia eslovena i les forces armades es reconeixien com a sobiranes al seu territori.
S'acceptava que totes les unitats militars iugoslaves marxarien d'Eslovènia, fixant amb el govern iugoslau, com a termini, el final d'octubre per completar el procés. El govern eslovè insistia que la retirada hauria de continuar en els seus termes; no es permetia al JNA prendre molt del seu armament pesant ni equipament, que més tard va ser desplegat localment o venut a unes altres repúbliques iugoslaves. La retirada començà aproximadament deu dies més tard i es completava a prop del 26 d'octubre.

## Baixes
A causa de la curta durada i baixa intensitat de la guerra, les víctimes varen ser poques. Segons estimacions eslovenes, els JNA patiren 44 baixes i 146 ferits, mentre que els eslovens varen tenir 18 morts i 182 ferits. Dotze estrangers varen morir al conflicte, principalment periodistes i camioners de Bulgària que s'havien trobat a la línia de tir. 4.692 soldats del JNA i 252 policies federals eren capturats pel costat eslovè. Segons avaluacions de postguerra fetes pel JNA, les seves pèrdues materials equivalien a 31 tancs, 22 transports blindats de personal, 6 helicòpters, 6.787 armes d'infanteria, 87 peces d'artilleria i 124 armes de defensa aèries fetes malbé, destruïdes o confiscades. El dany material era bastant lleuger, a causa de la curta durada de la guerra.

## Acusacions per crims de guerra

### L'incident Holmec
L'estació de frontera a Holmec era la localització d'un crim de guerra presumpte comès per forces TO, filmat per l'emissora de radiodifusió pública austríaca ORF. Les seqüències de vídeo mostren soldats d'un grup petit del JNA que estan drets o que caminen lentament amb les mans alçades, sostenint un llençol blanc en un intent aparent de rendir-se. Moments després, se senten trets i els soldats cauen a terra. Ni l'origen del foc ni el seu efecte exacte no resulten clarament visibles en la seqüència de vídeo. Els oficials eslovens mantenen que els soldats del JNA saltaven per cobrir-se i no varen ser tocats, i que la qüestió s'havia investigat minuciosament fa anys. Tanmateix, l'incident ha fet esclatar un debat públic renovat després que les seqüències es mostressin l'emissora de TV sèrbia B92 el 2006, amb molts afirmant que es disparava i matava als soldats per tropes TO i que els eslovens estan intentant tapar l'afer. El destí dels soldats del JNA identificats en les seqüències ha estat seguit, tanmateix, i tots han estat declarats vius 15 anys després del conflicte.

## Aspectes estratègics
Les accions de les forces eslovenes era en gran part manades per l'estratègia militar ideada alguns mesos abans i estaven estretament integrades amb un pla de gestió de mitjans de comunicació igualment detallat. Un centre de mitjans de comunicació internacional es va establir abans del brot de conflicte amb Jelko Kacin designat per actuar com el ministre d'informació i la imatge pública eslovena. El govern eslovè reeixidament presentava el conflicte com un cas de "David contra Goliat", una lluita entre una democràcia emergent i un estat comunista autoritari, i les columnes de tancs iugoslaus inevitablement portaven el record de les protestes de la Plaça de Tian'anmen de 1989 només dos anys abans. Es guanyava una solidaritat internacional considerable i una cobertura de mitjans de comunicació favorable a la causa eslovena.
Els eslovens tenien l'avantatge d'una moral superior, comparada amb els seus adversaris a l'exèrcit iugoslau. Molts dels soldats aparentment no s'adonaven que estaven participant en un enfrontament real, més que en un exercici, fins que eren atacats en una operació militar real. El cos d'oficials estava dominat per serbis i montenegrins i en molts casos ideològicament compromesos amb la unió iugoslava. Però els soldats rasos eren reclutes, que no tenien gens d'interès en la lluita a Eslovènia. Dels soldats del 5è. Districte Militar, destinat a Eslovènia, en un 1990 un 30% eren albanesos, un 20% croats, un 10% musulmans bosnis, un 15 a 20% serbis i montenegrins, i un 8% eslovens.
L'estratègia eslovena depenia d'un cert nombre de jugades arriscades. Eslovènia no podria haver resistit el JNA gaire temps si l'exèrcit federal en pes hagués portat l'acció, però els seus líders havien desanimat al comandament del JNA d'arriscar-se a tenir moltes víctimes civils. En l'arena diplomàtica, el govern eslovè havia apostat que la comunitat internacional intervindria per pressionar a Iugoslàvia a desistir, una altra vegada, una suposició en la qual varen encertar. Els eslovens eren també ben conscients que el govern serbi de Slobodan Milošević no es preocupava per la independència eslovena, donat la manca de cap minoria sèrbia significativa al país. El 30 de juny, el Ministre de Defensa General Kadijevi suggeria un atac massiu contra Eslovènia a la presidència federal iugoslava per descompondre la resistència inesperadament forta. Però el representant serbi, Borisav Jović, impressionà l'establiment militar declarant que Sèrbia no donava suport a més accions militars contra Eslovènia. Sèrbia estava en aquest punt més preocupada per la situació a Croàcia, fins i tot abans que la guerra hagués acabat, les tropes del JNA ja s'estaven recol·locant per a la imminent guerra a Croàcia.

## Conseqüències de la guerra
La Guerra dels Deu Dies va tenir conseqüències importants per a tots els seus participants.
Per a Eslovènia, la guerra marcava la ruptura decisiva amb Iugoslàvia. Era oficialment reconeguda per tots els estats membre de la Comunitat Europea el 15 de gener, de 1992 i s'incorporà a les Nacions Unides el 22 de maig, junt amb els altres estats postiugoslaus.
Amb Croàcia com una franja intermèdia entre Sèrbia i Eslovènia, aquesta podia mantenir la seva independència i la seva posició com la més estable i pròspera de les anteriors repúbliques iugoslaves i s'unia a la Unió Europea l'1 de maig de 2004.
La guerra conduïa a una sèrie de canvis essencials en el costat iugoslau. El JNA ràpidament perd tot el seu personal eslovè i croat, i esdevé, gairebé totalment, serbi i montenegrí. La seva actuació pobra a Eslovènia i més tard a Croàcia desacredità el seu líder, Kadijević, qui era reubicat com a ministre de defensa el gener de 1992, i Adžić era forçat a jubilació mèdica. La idea de conservar una Iugoslàvia unitària s'havia d'abandonar després de la derrota a Eslovènia i es reemplaçaria per la concepció de Milošević de "tot el serbis en un estat" (àmpliament conegut com la "Gran Sèrbia").
Croàcia no va estar directament implicada en la guerra, encara que el seu territori s'utilitzava com la base per a les incursions del JNA a Eslovènia. El paper del govern croat resultava controvertit; molts eslovens consideraven que els croats, que també estaven buscant la independència, haurien d'haver intentat com a mínim obstruir l'esforç de guerra iugoslau. La seva expressió pública de neutralitat en el conflicte eslovè decebia molts eslovens, qui consideraven que aquella política era una mena de traïció. Això deixava un grau de recel que contribuiria a unes relacions tenses entre els dos països durant uns quants anys.